# Kim Yong-hyun (général)
Dans ce nom coréen, le nom de famille, Kim, précède le nom personnel.
Pour les articles homonymes, voir Kim.
Kim Yong-hyun, coréen : 김용현 ; né le 25 juin 1959 à Masan, est un ancien lieutenant général de l'armée de la République de Corée et ancien ministre sud-coréen de la Défense nationale qui a servi au sein du cabinet du président Yoon Suk-yeol du 6 septembre 2024 au 5 décembre 2024.

## Biographie
Kim naît à Masan, dans la province du Gyeongsang du Sud. Il est diplômé du lycée Chungam (ko) dans le district d'Eunpyeong, à Séoul, en 1978 (un an avant Yoon Suk-yeol) et entre à l'Académie militaire de Corée peu de temps après.
Kim est un ancien général d'armée trois étoiles qui sert comme chef du service de sécurité présidentielle (en) du 11 mai 2022 jusqu'à sa nomination au poste de ministre de la Défense nationale en août 2024, prenant ses fonctions le 6 septembre. Étant donné que Kim était un élève de dernière année du président Yoon Suk-yeol au lycée Chungam de Séoul, ils sont appelés la "faction Chungam".
Kim démissionne le 5 décembre à la suite de la déclaration de la loi martiale en 2024, pour laquelle il présente des excuses. Le ministère de la Défense confirme que Kim a suggéré au président Yoon d'instaurer la loi martiale. Son adjoint, Kim Seon-ho, l'accuse également d'avoir ordonné à des soldats d'entrer dans l'Assemblée nationale et d'empêcher les législateurs de se rassembler pour voter contre la déclaration. Kim se voit interdire de quitter le pays le 5 décembre par le ministère de la Justice. Le 8 décembre, il est arrêté pour des accusations liées à la déclaration de la loi martiale. Il tente de se suicider le 10 décembre alors qu'il est en détention.